# Classe Adventure (incrociatore)
La classe Adventure fu una coppia di esploratori costruiti per la Royal Navy nel primo decennio del XX secolo. Le due navi gemelle passarono la metà del loro primo decennio e di vita in riserva e quando erano in servizio furono basate in acque britanniche. Durante questo periodo l'Attentive fu coinvolta in due collisioni. All'inizio della prima guerra mondiale, nell'agosto 1914, le due navi gemelle svolsero missioni di difesa costiera nella Manica. L'Attentive fu trasferita in Irlanda alla metà del 1915, ma l'Adventure rimase nella Dover Patrol per altri tre anni. Nel 1918 ricevettero compiti di scorta ai convogli nell'Atlantico prima di essere divise, quando l'Attentive fu trasferita nel Mediterraneo e l'Adventure ricevette il compito di supportare l'intervento britannico nel nord della Russia. Le navi gemelle tornarono a casa per pochi mesi nel novembre 1918 e nel 1920 furono vendute per essere demolite.

## Sviluppo e progetto
Tra il 1901 e il 1902 l'Ammiragliato sviluppò esploratori da utilizzarsi con flottiglie di cacciatorpediniere, per coordinare gli attacchi con siluri e per difenderli da attacchi di cacciatorpediniere nemici. Nel maggio 1902 furono richiesti tender per un progetto capace di 25 nodi, con ponte protetto, un'autonomia di 2000 miglia nautiche e un armamento di sei cannoni a fuoco rapido da 12 lb (76 mm) 18 cwt [Nota 1], otto cannoni Hotchkiss da 47 mm e due tubi lanciasiluri da 450 mm. L'Ammiragliato accettò quattro dei progetti presentati e ordinò una nave da ogni costruttore nel programma navale 1902–1903 e ripeté l'ordine nel programma dell'anno seguente.
Le due navi costruite da Armstrong Whitworth divennero la classe Adventure. Nell'agosto 1902 furono aggiunti alla specifica quattro ulteriori cannoni da 12 lb. Le navi avevano una lunghezza tra le perpendicolari di 114 m, un baglio massimo di 11,7 m e un'immersione di 3,8 m. Dislocavano 2713 t a carico normale e 2939 t a pieno carico. L'equipaggio consisteva in 289 tra ufficiali e marinai. Le unità della classe Adventure furono le uniche del gruppo di esploratori ad avere quattro fumaioli e una prua a clipper. Gli esploratori brasiliani classe Bahia derivarono da queste navi.
Le navi erano propulse da un paio di motori a vapore a triplice espansione a tre cilindri, ognuno collegato ad un'elica. Il vapore necessario era sviluppato da 12 caldaie a tubi d'acqua tipo Yarrow. L'impianto propulsivo era progettato per produrre un totale di 12000 kW, intesi per generare una velocità massima di 25 nodi. Le unità superarono di poco la velocità di progetto durante le prove in mare, svoltesi nel 1905. Gli esploratori si rivelarono presto troppo lenti con l'entrata in servizio di veloci cacciatorpediniere propulsi da turbine, già prima dell'inizio della prima guerra mondiale. Le due navi gemelle trasportavano un massimo di 461 t di carbone, che permettevano un'autonomia di 2370 miglia nautiche a 10 nodi.
L'armamento principale consisteva in dieci cannoni da 12 lb 18 cwt. Tre cannoni erano montati sul castello di prua e tre su quello di poppa; i rimanenti quattro erano posizionati a metà nave, due per lato. Le navi trasportavano anche otto cannoni Hotchkiss da 47 mm e due tubi lanciasiluri singoli da 450 mm, uno per murata. La corazzatura del ponte protetto variava dai 16 ai 51 mm e la torre di comando aveva una corazzatura da 76 mm. La cintura corazzata al galleggiamento era spessa 51 mm.

## Unità
| Nome          | Costruttore              | Impostazione   | Varo             | Completamento | Destino finale                          |
| ------------- | ------------------------ | -------------- | ---------------- | ------------- | --------------------------------------- |
| HMS Adventure | Armstrong Whitworth, EOC | 7 gennaio 1904 | 8 settembre 1904 | Ottobre 1905  | Venduta per demolizione, 3 marzo 1920   |
| HMS Attentive | Armstrong Whitworth, EOC | 8 gennaio 1904 | 24 novembre 1904 | Ottobre 1905  | Venduta per demolizione, 12 aprile 1920 |

## Costruzione e servizio
Le due gemelle passarono in riserva i primi due anni di servizio, durante i quali furono aggiunti altri due cannoni da 12 lb e i cannoni da 47 mm furono rimpiazzati con sei cannoni Hotchkiss da 57 mm. Entrarono in servizio attivo alla metà del 1907 come conduttori di flottiglia della Home Fleet e passarono i seguenti sette anni tra servizio attivo e riserva in acque britanniche. Durante questo periodo l'Attentive affondò un cacciatorpediniere e ne danneggio altri due in seguito a collisioni. tra il 1911 e il 1912 furono riarmate con nove cannoni a fuoco rapido da 102 mm Mk IV. Allo scoppio della prima guerra mondiale le due navi gemelle furono assegnate a ruoli di difesa costiera nella Manica. Alla metà del 1915 
L'Adventure fu trasferita in acque irlandesi per servire come ammiraglia, mentre l'Attentive rimase con la Dover Patrol fino al 1918. In quest'anno svolse un ruolo minore durante il raid di Zeebrugge all'inizio dell'anno e fu poi assegnata con la gemella a scortare convogli verso Gibilterra. Alla fine della guerra l'Attentive fu trasferita nel Mediterraneo mentre l'Adventure fu mandata nell'Artico per dare supporto all'infruttuoso tentativo britannico di intervenire nella guerra civile russa. Le due unità gemelle tornarono in patria verso l'inizio del 1919 per essere radiate e poi vendute nel 1920.